# Bolivaria (animal)
Bolivaria es un género de mantodeos perteneciente a la familia Mantidae. Es originario de Asia.

## Especies
Comprende las siguientes especies:
- Bolivaria amnicola
- Bolivaria brachyptera
- Bolivaria kurda
- Bolivaria xanthoptera